# Danh sách tiểu hành tinh: 9001–9100
| Tên                 | Tên đầu tiên | Ngày phát hiện       | Nơi phát hiện           | Người phát hiện                      |
| ------------------- | ------------ | -------------------- | ----------------------- | ------------------------------------ |
| 9001 Slettebak      | 1981 QE2     | 30 tháng 8 năm 1981  | Anderson Mesa           | E. Bowell                            |
| 9002                | 1981 QV2     | 23 tháng 8 năm 1981  | La Silla                | H. Debehogne                         |
| 9003                | 1981 UW21    | 24 tháng 10 năm 1981 | Palomar                 | S. J. Bus                            |
| 9004                | 1982 UZ2     | 22 tháng 10 năm 1982 | Kitt Peak               | G. Aldering                          |
| 9005 Sidorova       | 1982 UU5     | 20 tháng 10 năm 1982 | Nauchnij                | L. G. Karachkina                     |
| 9006 Voytkevych     | 1982 UA7     | 21 tháng 10 năm 1982 | Nauchnij                | L. G. Karachkina                     |
| 9007 James Bond     | 1983 TE1     | 5 tháng 10 năm 1983  | Kleť                    | A. Mrkos                             |
| 9008 Bohšternberk   | 1984 BS      | 27 tháng 1 năm 1984  | Kleť                    | A. Mrkos                             |
| 9009 Tirso          | 1984 HJ1     | 23 tháng 4 năm 1984  | La Silla                | W. Ferreri, V. Zappalà               |
| 9010 Candelo        | 1984 HM1     | 27 tháng 4 năm 1984  | La Silla                | W. Ferreri, V. Zappalà               |
| 9011 -              | 1984 SU      | 20 tháng 9 năm 1984  | Kleť                    | A. Mrkos                             |
| 9012 Benner         | 1984 UW      | 16 tháng 10 năm 1984 | Anderson Mesa           | E. Bowell                            |
| 9013 Sansaturio     | 1985 PA1     | 14 tháng 8 năm 1985  | Anderson Mesa           | E. Bowell                            |
| 9014 Svyatorichter  | 1985 UG5     | 22 tháng 10 năm 1985 | Nauchnij                | L. V. Zhuravleva                     |
| 9015 -              | 1985 VK      | 14 tháng 11 năm 1985 | Đài thiên văn Brorfelde | P. Jensen                            |
| 9016 Henrymoore     | 1986 AE      | 10 tháng 1 năm 1986  | Palomar                 | C. S. Shoemaker, E. M. Shoemaker     |
| 9017 Babadzhanyan   | 1986 TW9     | 2 tháng 10 năm 1986  | Nauchnij                | L. V. Zhuravleva                     |
| 9018                | 1987 JG      | 5 tháng 5 năm 1987   | Lake Tekapo             | A. C. Gilmore, P. M. Kilmartin       |
| 9019 Eucommia       | 1987 QF3     | 28 tháng 8 năm 1987  | La Silla                | E. W. Elst                           |
| 9020 Eucryphia      | 1987 SG2     | 19 tháng 9 năm 1987  | Smolyan                 | E. W. Elst                           |
| 9021 Fagus          | 1988 CT5     | 14 tháng 2 năm 1988  | La Silla                | E. W. Elst                           |
| 9022 Drake          | 1988 PC1     | 14 tháng 8 năm 1988  | Palomar                 | C. S. Shoemaker, E. M. Shoemaker     |
| 9023 Mnesthus       | 1988 RG1     | 10 tháng 9 năm 1988  | Palomar                 | C. S. Shoemaker, E. M. Shoemaker     |
| 9024 -              | 1988 RF9     | 5 tháng 9 năm 1988   | La Silla                | H. Debehogne                         |
| 9025 -              | 1988 SM2     | 16 tháng 9 năm 1988  | Cerro Tololo            | S. J. Bus                            |
| 9026 -              | 1988 ST2     | 16 tháng 9 năm 1988  | Cerro Tololo            | S. J. Bus                            |
| 9027 -              | 1988 VP5     | 4 tháng 11 năm 1988  | Kleť                    | A. Mrkos                             |
| 9028 Konrádbeneš    | 1989 BE1     | 26 tháng 1 năm 1989  | Kleť                    | A. Mrkos                             |
| 9029 -              | 1989 GM      | 6 tháng 4 năm 1989   | Palomar                 | E. F. Helin                          |
| 9030 -              | 1989 UX5     | 30 tháng 10 năm 1989 | Cerro Tololo            | S. J. Bus                            |
| 9031 -              | 1989 WG4     | 29 tháng 11 năm 1989 | Kleť                    | A. Mrkos                             |
| 9032 Tanakami       | 1989 WK4     | 23 tháng 11 năm 1989 | Geisei                  | T. Seki                              |
| 9033 Kawane         | 1990 AD      | 4 tháng 1 năm 1990   | Susono                  | M. Akiyama, T. Furuta                |
| 9034 Oleyuria       | 1990 QZ17    | 26 tháng 8 năm 1990  | Nauchnij                | L. V. Zhuravleva                     |
| 9035 -              | 1990 SH1     | 16 tháng 9 năm 1990  | Palomar                 | H. E. Holt                           |
| 9036 -              | 1990 SJ16    | 17 tháng 9 năm 1990  | Palomar                 | H. E. Holt                           |
| 9037 -              | 1990 UJ2     | 20 tháng 10 năm 1990 | Dynic                   | A. Sugie                             |
| 9038 Helensteel     | 1990 VE1     | 12 tháng 11 năm 1990 | Siding Spring           | D. I. Steel                          |
| 9039 -              | 1990 WB4     | 16 tháng 11 năm 1990 | Kani                    | Y. Mizuno, T. Furuta                 |
| 9040 Flacourtia     | 1991 BH1     | 18 tháng 1 năm 1991  | Haute Provence          | E. W. Elst                           |
| 9041 Takane         | 1991 CX      | 9 tháng 2 năm 1991   | Kiyosato                | S. Otomo, O. Muramatsu               |
| 9042 -              | 1991 EN2     | 11 tháng 3 năm 1991  | La Silla                | H. Debehogne                         |
| 9043 -              | 1991 EJ4     | 12 tháng 3 năm 1991  | La Silla                | H. Debehogne                         |
| 9044 Kaoru          | 1991 KA      | 18 tháng 5 năm 1991  | Kiyosato                | S. Otomo, O. Muramatsu               |
| 9045 -              | 1991 PG15    | 7 tháng 8 năm 1991   | Palomar                 | H. E. Holt                           |
| 9046 -              | 1991 PG17    | 9 tháng 8 năm 1991   | Palomar                 | H. E. Holt                           |
| 9047 -              | 1991 QF      | 30 tháng 8 năm 1991  | Siding Spring           | R. H. McNaught                       |
| 9048 -              | 1991 RD24    | 12 tháng 9 năm 1991  | Palomar                 | H. E. Holt                           |
| 9049 -              | 1991 RQ27    | 12 tháng 9 năm 1991  | Palomar                 | H. E. Holt                           |
| 9050 -              | 1991 RF29    | 13 tháng 9 năm 1991  | Palomar                 | H. E. Holt                           |
| 9051 -              | 1991 UG3     | 31 tháng 10 năm 1991 | Kushiro                 | S. Ueda, H. Kaneda                   |
| 9052 Uhland         | 1991 UJ4     | 30 tháng 10 năm 1991 | Tautenburg Observatory  | F. Börngen                           |
| 9053 Hamamelis      | 1991 VW5     | 2 tháng 11 năm 1991  | La Silla                | E. W. Elst                           |
| 9054 Hippocastanum  | 1991 YO      | 30 tháng 12 năm 1991 | Haute Provence          | E. W. Elst                           |
| 9055 Edvardsson     | 1992 DP8     | 29 tháng 2 năm 1992  | La Silla                | UESAC                                |
| 9056 Piskunov       | 1992 EQ14    | 1 tháng 3 năm 1992   | La Silla                | UESAC                                |
| 9057 -              | 1992 HA5     | 24 tháng 4 năm 1992  | La Silla                | H. Debehogne                         |
| 9058 -              | 1992 JB      | 1 tháng 5 năm 1992   | Palomar                 | J. Alu, K. J. Lawrence               |
| 9059 Dumas          | 1992 PJ      | 8 tháng 8 năm 1992   | Caussols                | E. W. Elst                           |
| 9060 Toyokawa       | 1992 RM      | 4 tháng 9 năm 1992   | Kiyosato                | S. Otomo                             |
| 9061 -              | 1992 WC3     | 18 tháng 11 năm 1992 | Dynic                   | A. Sugie                             |
| 9062 Ohnishi        | 1992 WO5     | 27 tháng 11 năm 1992 | Geisei                  | T. Seki                              |
| 9063 Washi          | 1992 YS      | 17 tháng 12 năm 1992 | Geisei                  | T. Seki                              |
| 9064 Johndavies     | 1993 BH8     | 21 tháng 1 năm 1993  | Kitt Peak               | Spacewatch                           |
| 9065 -              | 1993 FN1     | 25 tháng 3 năm 1993  | Kushiro                 | S. Ueda, H. Kaneda                   |
| 9066 -              | 1993 FR34    | 19 tháng 3 năm 1993  | La Silla                | UESAC                                |
| 9067 Katsuno        | 1993 HR      | 16 tháng 4 năm 1993  | Kitami                  | K. Endate, K. Watanabe               |
| 9068 -              | 1993 OD      | 16 tháng 7 năm 1993  | Palomar                 | E. F. Helin                          |
| 9069 Hovland        | 1993 OV      | 16 tháng 7 năm 1993  | Palomar                 | E. F. Helin                          |
| 9070 Ensab          | 1993 OZ2     | 23 tháng 7 năm 1993  | Palomar                 | C. S. Shoemaker, D. H. Levy          |
| 9071 Coudenberghe   | 1993 OB13    | 19 tháng 7 năm 1993  | La Silla                | E. W. Elst                           |
| 9072 -              | 1993 RX3     | 12 tháng 9 năm 1993  | Palomar                 | PCAS                                 |
| 9073 Yoshinori      | 1994 ER      | 4 tháng 3 năm 1994   | Oizumi                  | T. Kobayashi                         |
| 9074 Yosukeyoshida  | 1994 FZ      | 31 tháng 3 năm 1994  | Kitami                  | K. Endate, K. Watanabe               |
| 9075 -              | 1994 GD9     | 14 tháng 4 năm 1994  | Palomar                 | E. F. Helin                          |
| 9076 Shinsaku       | 1994 JT      | 8 tháng 5 năm 1994   | Kuma Kogen              | A. Nakamura                          |
| 9077 Ildo           | 1994 NC      | 3 tháng 7 năm 1994   | Farra d'Isonzo          | Farra d'Isonzo                       |
| 9078 -              | 1994 PB2     | 9 tháng 8 năm 1994   | Palomar                 | PCAS                                 |
| 9079 Gesner         | 1994 PC34    | 10 tháng 8 năm 1994  | La Silla                | E. W. Elst                           |
| 9080 Takayanagi     | 1994 TP      | 2 tháng 10 năm 1994  | Kitami                  | K. Endate, K. Watanabe               |
| 9081 Hideakianno    | 1994 VY      | 3 tháng 11 năm 1994  | Kuma Kogen              | A. Nakamura                          |
| 9082 Leonardmartin  | 1994 VR6     | 4 tháng 11 năm 1994  | Palomar                 | C. S. Shoemaker, E. M. Shoemaker     |
| 9083 Ramboehm       | 1994 WC4     | 28 tháng 11 năm 1994 | Palomar                 | C. S. Shoemaker, D. H. Levy          |
| 9084 Achristou      | 1995 CS1     | 3 tháng 2 năm 1995   | Siding Spring           | D. J. Asher                          |
| 9085 -              | 1995 QH2     | 24 tháng 8 năm 1995  | Nachi-Katsuura          | Y. Shimizu, T. Urata                 |
| 9086 -              | 1995 SA3     | 20 tháng 9 năm 1995  | Kushiro                 | S. Ueda, H. Kaneda                   |
| 9087 Neff           | 1995 SN3     | 29 tháng 9 năm 1995  | Kleť                    | Kleť                                 |
| 9088 Maki           | 1995 SX3     | 20 tháng 9 năm 1995  | Kitami                  | K. Endate, K. Watanabe               |
| 9089 -              | 1995 UC7     | 16 tháng 10 năm 1995 | Nachi-Katsuura          | Y. Shimizu, T. Urata                 |
| 9090 Chirotenmondai | 1995 UW8     | 28 tháng 10 năm 1995 | Kitami                  | K. Endate, K. Watanabe               |
| 9091 Ishidatakaki   | 1995 VK      | 2 tháng 11 năm 1995  | Oizumi                  | T. Kobayashi                         |
| 9092 Nanyang        | 1995 VU18    | 4 tháng 11 năm 1995  | Xinglong                | Beijing Schmidt CCD Asteroid Program |
| 9093 Sorada         | 1995 WA      | 16 tháng 11 năm 1995 | Oizumi                  | T. Kobayashi                         |
| 9094 Butsuen        | 1995 WH      | 16 tháng 11 năm 1995 | Oizumi                  | T. Kobayashi                         |
| 9095 -              | 1995 WT2     | 16 tháng 11 năm 1995 | Kushiro                 | S. Ueda, H. Kaneda                   |
| 9096 Tamotsu        | 1995 XE1     | 15 tháng 12 năm 1995 | Oizumi                  | T. Kobayashi                         |
| 9097 Davidschlag    | 1996 AU1     | 14 tháng 1 năm 1996  | Linz                    | Linz                                 |
| 9098 Toshihiko      | 1996 BQ3     | 27 tháng 1 năm 1996  | Oizumi                  | T. Kobayashi                         |
| 9099 Kenjitanabe    | 1996 VN3     | 6 tháng 11 năm 1996  | Oizumi                  | T. Kobayashi                         |
| 9100 Tomohisa       | 1996 XU1     | 2 tháng 12 năm 1996  | Oizumi                  | T. Kobayashi                         |